# Morellino di Scansano
Il Morellino di Scansano è un vino DOCG la cui produzione è consentita nella provincia di Grosseto. 

## Zona di produzione
La zona di produzione comprende l'intero territorio del comune di Scansano e parte dei territori di Manciano, Magliano in Toscana, Grosseto, Campagnatico, Semproniano e Roccalbegna.

## Storia
La coltivazione della vite in Scansano e zone limitrofe ha origini antichissime:  risalgono all'epoca etrusca i ritrovamenti di attrezzi agricoli per la potatura e la vendemmia presso il sito archeologico di Ghiaccio Forte. 
Nel Medioevo i signori feudali concessero terre viticole ed emisero apposite norme statutarie.
Le prime notizie sulla produzione risalgono al 1813, quando il sindaco di Scansano comunicò al Prefetto di Grosseto una produzione di vino pari a 5540 ettolitri. Luigi
Vannuccini, pubblicò nel 1887 una monografia sulla coltivazione della vite a basso ceppo nel territorio scansanese.
Nel 1969 si tenne a Scansano la prima "Festa dell'Uva", tradizione ancora viva nel 2024.

## Tecniche di produzione
Le operazioni di vinificazione e quelle successive possono essere effettuate, oltre che nella zona di produzione, in strutture non più lontane di 2000 metri; esistono autorizzazioni individuali che consentono l'imbottigliamento in altre località vicine.
È obbligatorio indicare in etichetta l'annata di produzione delle uve e utilizzare bottiglie del tipo bordolese.

## Disciplinare
Il Morellino di Scansano è stato approvato come DOC con DPR 06.01.1978, pubblicato sulla Gazzetta Ufficiale n. 92 del 04.04.1978.

È divenuto DOCG con DM 14.11.06, G.U. 278 - 29.11.2006

Successivamente è stato modificato con:
- DM 23.07.2010 - GU 179
- DM 30.11.2011 - G.U. 295
- DM 12.07.2013 - Pubblicato sul sito ufficiale del Mipaaf

La versione attuale è stata approvata con DM 07.03.2014 - Pubblicato sul sito ufficiale del Mipaaf

## Tipologie
È prevista la menzione Riserva
|                                | Morellino             | Morellino riserva     |
| uvaggio                        | Sangiovese 85% minimo | Sangiovese 85% minimo |
| titolo alcolometrico minimo    | 12,50% vol.           | 13,00% vol.           |
| acidità totale minima          | 4,50 g/l.             | 4,50 g/l.             |
| estratto secco minimo          | 24,00 g/l             | 26,00 g/l             |
| resa massima di uva per ettaro | 90 q.                 | 90 q.                 |
| resa massima di uva in vino    | 70%                   | 70%                   |

### Abbinamenti consigliati
Spezzatini di carne, spiedini, fegatelli di maiale, arrosti di carne di maiale, cinghiale in umido e alcuni piatti di pesce a base di spigole, triglie e scorfani.